# Saltaim
Saltaim (rusky Салтаим) je jezero v Omské oblasti v Rusku. Má rozlohu 146 km². Průměrně je hluboké 0,9 m a dosahuje maximální hloubky 1,7 m. Nachází se v nadmořské výšce 98 m.

## Vodní režim
Je spojené průtokem s jezerem Tenis. Zdroj vody je převážně sněhový. Vysoká úroveň hladiny je v květnu a červnu a nízká v září a říjnu. Zamrzá na konci října a rozmrzá v květnu.